# 香港就業
香港雖是彈丸之地，但在2005年卻是世界第11大貿易實體。2005年的有形貿易總額達45,796億元（港元，下同）。在1995年至2005年間，本地生產總值平均每年有3.9%實質增長，2005年的本地生產總值達16,200億元，而以貨幣計算的人均本地生產總值則為199,261元（25,622美元）。
根據「綜合住戶統計調查」的結果，2006年第2季香港的總勞動人口達361萬人，佔15歲及以上總人口的60.8%，當中54.7%為男性，45.3%為女性。

## 勞工法例及標準
香港政府透過範圍廣泛的勞工法例，改善工人的工作環境、職業安全和健康，以及僱員權益與福利。在1997年至2001年間，政府共制定了約42項勞工法例。目前，有更多的法案仍在草擬或審議中。
香港亦會因應本地情況實施相關的國際勞工公約。由2000年4月28日起，香港共實施了40條國際勞工公約，較同區大部分國家批准的公約數目為多。

## 服務條件
現行的香港法例第57章《僱傭條例》訂立全面的僱傭法則，對發放工資、終止僱傭合約及經營職業介紹所等方面均有規定。該條例規定受僱員工可享有多項福利及保障，包括有薪法定假日、疾病津貼、生育保障、休息日、有薪年假及僱傭保障等。
此外，法例更保障所有僱員不會因參加工會活動而受到歧視，另規定僱主在裁員時必須支付遣散費。至於服務年資長的僱員，如果在職期間死亡，或因年老或健康理由而辭職，或非為裁員或紀律原因而遭僱主解僱，皆可獲發一筆長期服務金。此外，若僱主無力償債，欠下僱員薪金、代通知金和／或遣散費，僱員可向破產欠薪保障基金申請特惠款項。該基金的資金來自每年對商業登記證所收取的徵款。
根據法例第57B章《僱用兒童規例》，15歲以下的兒童不得受僱於任何工業機構內工作。13及14歲的在學兒童可在非工業機構內擔任兼職，但須受若干保障性條文限制。
法例第57C章《僱用青年（工業）規例》規定，受僱於工業機構的15至17歲青年，工作時間每天不得超過8小時，每周不得超過48小時。此外，他們亦不可超時工作。
由勞工督察組成的八個特別視察組，負責監察僱主有否遵守各項勞工法例，以保障本地和輸入勞工的權益。

## 工資
工資通常是按時、按日、按月或按年計算。
2006年6月，批發、零售、進口與出口貿易、飲食及酒店業的督導級人員、技術人員、文員，以及各類非生產級工人的平均月薪為11,842元（港幣，下同）。根據工資指數，這個行業的平均工資與2005年同期比較，按貨幣計算上升1.6%，按實質計算則下跌0.3%。製造業的技工和操作工人的平均日薪為325元。
2016年12月，統計處數字顯示香港人平均月薪為15,500港元。

### 按年齡層分佈的工資水平
每月薪金中位數最低的是20歲以下群體，2013年為9,200元（按2017年價格計算，下同），2017年脹至10,200元；最高的是40-49歲群體，2013年為19,000元，2017年脹至20,000元；20-29歲群體由2013年13,400元脹至2017年的15,000元。

### 大學生工資
從1996年至2016年的20年間，整體勞工收入中位數增幅28.6%，從12,836元增至16,504元，而且不論收入較低的百分之十和較高的百分之十，其整體勞工收入皆有顯著的增幅；但同期大學學歷勞工收入中位數下跌5.5%，從30,808元跌至29,126元；收入較高的百分之十大學學歷勞工收入更有13.6%的跌幅，從89,858元跌至77,669元，這反映擁有大學學歷的勞工在職場的優勢已不如過往般明顯:5。
大學畢業生起薪點中位數由1995年的16,371元下降至2015年的13,916元（其中2005年為12,978元，數字較低為受SARS後期經濟不振所影響），同期樓價指數上升1.76倍，租金指數上升43.2%，同期通脹上升37.2%。愈年輕的大學生收入增長愈追不上樓價。反映大學畢業生期內收入水平每況愈下，擁大學學歷無助改善生活。

### 最低工資
香港特首曾蔭權於2008年-2009年度施政報告中成立了最低工資委員會，負責研究如何釐定最低工資的水平和訂立檢討機制，並向政府提出建議。2011年5月1日起，香港正式實施最低工資，其後曾多次檢討，由2025年5月1日起，法定最低工資水平為每小時42.1元。

## 學歷與職位的關係
從1996年至2016年的20年間，從事低技能職位的大學學歷勞工數量和比例增加了4.9倍，從1996年的28,000多人增至2016年的165,000人，在所有大學學歷勞工中，其佔比從8.8%增至16%，這反映學歷與職位錯配問題呈惡化趨勢:4。

## 失業率
| 年份 | 失業人數(千人) | 失業率（不經季節性調整） |
| ---- | -------------- | ------------------------ |
| 1982 | 91.0           | 3.6%                     |
| 1983 | 113.8          | 4.5%                     |
| 1984 | 101.0          | 3.9%                     |
| 1985 | 83.6           | 3.2%                     |
| 1986 | 76.1           | 2.8%                     |
| 1987 | 47.4           | 1.7%                     |
| 1988 | 37.7           | 1.4%                     |
| 1989 | 29.7           | 1.1%                     |
| 1990 | 36.6           | 1.3%                     |
| 1991 | 50.4           | 1.8%                     |
| 1992 | 54.7           | 2.0%                     |
| 1993 | 56.3           | 2.0%                     |
| 1994 | 56.2           | 1.9%                     |
| 1995 | 95.6           | 3.2%                     |
| 1996 | 87.4           | 2.8%                     |
| 1997 | 71.2           | 2.2%                     |
| 1998 | 154.1          | 4.7%                     |
| 1999 | 207.5          | 6.2%                     |
| 2000 | 166.9          | 4.9%                     |
| 2001 | 174.3          | 5.1%                     |
| 2002 | 254.2          | 7.3%                     |
| 2003 | 275.2          | 7.9%                     |
| 2004 | 239.2          | 6.8%                     |
| 2005 | 197.6          | 5.6%                     |
| 2006 | 171.1          | 4.8%                     |
| 2007 | 145.3          | 4.0%                     |
| 2008 | 128.0          | 3.5%                     |
| 2009 | 192.6          | 5.3%                     |
| 2010 | 157.2          | 4.3%                     |
| 2011 | 126.7          | 3.4%                     |
| 2012 | 124.3          | 3.3%                     |
| 2013 | 131.1          | 3.4%                     |
| 2014 | 127.6          | 3.3%                     |
| 2015 | 129.4          | 3.3%                     |
| 2016 | 133.0          | 3.4%                     |
| 2017 | 123.4          | 3.1%                     |
| 2018 | 112.0          | 2.8%                     |
| 2019 | 116.3          | 2.9%                     |
| 2020 | 226.6          | 5.8%                     |

## 在職貧窮
2012年至2016年，具專上教育程度的在職貧窮人士的數目由18,400人增至28,300人。雖然有所增加，但是具專上教育程度的在職人士在恆常現金政策介入後的貧窮率處於2%的低水平，遠低於整體的14.7%。

## 工會與勞資糾紛
香港居民享有組織和參加工會的權利與自由。截至2001年12月底，已註冊的工會共有654個，包括僱員工會610個、僱主協會25個，以及由僱主與僱員共同組成的工會19個。會員總人數估計約達68.3萬名。
香港的勞資關係相當融洽，就2001年內損失的工作日計算，每千工人只損失0.26日。2001年內，勞工處處理各類勞資個案共31,698宗，其中大多屬工人追討欠薪、代通知金及假日工資的個案。同年，停工事件有一宗，共損失780個工作日。

## 小額薪酬索償仲裁處
為了加快解決僱主與僱員之間的小額薪酬索償，勞工處於1994年成立小額薪酬索償仲裁處，仲裁根據《僱傭條例》及個別僱傭合約而提出的權益索償個案。
小額薪酬索償仲裁處負責聆訊的個案，涉及的申索人均不超過10名， 而每名申索人所追討的金額亦不超過8,000元。聆訊公開進行，程序簡單而且不拘泥於形式。倘個案涉及超過10名申索人或每名申索人所追討的金額超過8,000元，則仍由勞資審裁處審理。

## 勞資審裁處
勞資審裁處屬司法機構的一部分，就勞資糾紛提供快捷、廉宜及不拘形式的解決辦法，審理因違反僱傭合約或因抵觸《僱傭條例》或法例第47章《學徒制度條例》所引起的金錢訴訟。

## 僱員補償
根據香港法例第282章《僱員補償條例》，僱員倘在受僱工作期間因工遭遇意外而致受傷或死亡，則僱主須負責發給補償予該受傷僱員或已故僱員的合資格家庭成員。條例又規定，僱主必須持有有效的工傷補償保險單，以承擔該條例及普通法訂明的補償責任。
負責執行《僱員補償條例》的勞工處僱員補償科，在2001年處理了201宗工傷意外死亡個案及67,540宗非死亡個案。在上述非死亡個案中，有1萬零722宗為病假不超過三天的輕微工傷事故。僱員補償科並提供行政支援，協助僱員補償評估委員會評估受傷僱員永久喪失賺取收入能力的百分率。肺塵埃沉着病補償辦事處協助患上該疾病的人士（或在其死後協助其家庭成員），向肺塵埃沉着病補償基金委員會申領補償。該基金的收入來自向建造業及石礦業所收取的徵款。

## 就業輔導
勞工處透過轄下的職位空缺處理中心、電話就業服務中心及分布各區的11間就業中心（包括兩間新來港定居人士就業輔導中心），免費協助僱主招聘員工和為求職人士提供就業服務。通過就業選配計劃，就業中心為失業人士安排簡介會，並提供深入的就業選配與職業輔導服務。
僱主及求職人士亦可利用勞工處在網上提供的互動就業服務，提交職位空缺資料及登記求職。勞工處接獲的所有空缺都會在該網站刊登。公眾人士可透過已接駁互聯網的個人電腦、設於民政事務處、社區會堂、公共圖書館和郵政局的公用電腦，以及遍布全港的公共資訊服務站，使用互動就業服務。
為了改善工作環境和提高服務質素，勞工處各就業中心已重新裝修，並增設簡介室、閱覽區及視聽角等設施供求職人士使用。此外，中心亦設有電話、傳真機和接駁互聯網的電腦，方便求職人士上網找尋工作、製作履歷表和直接向僱主申請工作。

## 協助殘疾人士就業
勞工處展能就業科免費為公開求職的殘疾人士提供專門的就業服務。該科的服務對象包括視覺受損人士、聽覺受損人士、肢體傷殘人士、長期病患者、弱智人士和精神病康復者。2001年內，該科共記錄得4,128宗求職登記，並為2,348人成功覓得職位。

## 殘疾人士就業情況
勞工處展能就業科現時提供就業輔導、工作配對及跟進支援予殘疾人士。在2011/12至2013/14年度，每年均接獲約2600份求職申請，其中聽覺受損者的申請約有500份以上。每年成功就業的聽障人士大約有500人，其中只有十分之一擁有大專程度。聾人機構「龍耳」表示，殘疾人士的就業情況仍不容樂觀，例如超過50%的聽障人士失業。她指出對殘疾人士來說，工作的意義不僅在於維持生計，更重要的是肯定他們的價值和能力。

## 職業安全與健康
勞工處職業安全主任負責促進和保障工廠及非工廠僱員的健康與安全。為減少意外及防止僱員的
健康因工作而受損，職業安全主任的工作集中在法例管制、安全訓練、教育及推廣方面。
政府已根據法例第509章《職業安全及健康條例》和第59章《工廠及工業經營條例》制定31套規例，規管工廠、樓宇及工程建築地盤、酒樓、飲食供應機構、商業處所及其他工作地點的危險活動。
2001年內，職業安全主任共進行了12萬6,470次視察和1萬2,500次意外調查，檢控的個案共有2,660宗，罰款額共達3,230萬元。
2001年內，勞工處總共為6 391人舉辦了597個有關安全法例的訓練課程，另舉辦了218個特別為某些人士而設的簡介會，共有6 874名來自私人和公營機構的僱員參加。勞工處在各區辦事處及241個設於交通方便的地點（包括大型商場、屋邨、診所、車站、公用事業機構的服務櫃位和政府辦事處）的資訊站，向市民派發職安健刊物。《職業安全約章》列出僱員享有安全工作環境的權利和僱主負有減少意外發生的責任，該約章仍是政府的主要宣傳項目之一。截至2001年年底，有558家機構，包括僱主及僱員組織，已自發地在該約章簽署。在2001年，勞工處共舉辦了五項大型宣傳活動，包括一項推廣飲食業安全的獎勵計劃、一項向中小型企業推廣職業安全及健康的宣傳計劃、一項推廣建造業安全的獎勵計劃、一系列宣傳法例第59AF章《工廠及工業經營（安全管理）規例》和第59AG章《工廠及工業經營（負荷物移動機械）規例》的推廣活動，以及製作兩套電視宣傳短片和四套電台宣傳聲帶。

## 就業人口的分布
2009年9月至11月的總就業人數為3.679百萬人。
2003、2007、2008、2012及2013年的就業人士在各行業的分布情況如下：
| 行業類別 (佔總就業人數百分比)                  | 2003  | 2007  | 2008  | 2008  | 2012  | 2013  |
| ---------------------------------------------- | ----- | ----- | ----- | ----- | ----- | ----- |
| 漁農業                                         | 0.3%  | 0.2%  | 0.3%  | -     | -     | -     |
| 採礦及採石業                                   | †%    | †%    | †%    | -     | -     | -     |
| 製造業                                         | 5.6%  | 4.9%  | 4.6%  | 4.6%  | 3.0%  | 2.9%  |
| 電力、燃氣及水務業                             | 0.4%  | 0.4%  | 0.3%  | -     | -     | -     |
| 電力及燃氣供應                                 | -     | -     | -     | 0.2%  | 0.2%  | 0.2%  |
| 自來水供應；污水處理、廢棄物管理及污染防治服務 | -     | -     | -     | 0.2%  | 0.2%  | 0.2%  |
| 建造業                                         | 8.2%  | 7.9%  | 7.6%  | 7.6%  | 8.0%  | 8.4%  |
| B批發及零售業                                  | 10.4% | 10.4% | 10.3% | -     | -     | -     |
| 批發                                           | -     | -     | -     | 2.0%  | 1.8%  | 1.7%  |
| 零售業                                         | -     | -     | -     | 8.3%  | 8.7%  | 8.8%  |
| 進口與出口貿易業                               | 15.9% | 16.1% | 15.7% | 15.7% | 14.2% | 13.5% |
| 飲食及酒店業                                   | 7.4%  | 7.4%  | 7.4%  | -     | -     | -     |
| 運輸及倉庫業                                   | 9.2%  | 9.3%  | 9.3%  | 9.3%  | 8.7%  | 8.8%  |
| 資訊及通訊                                     | -     | -     | -     | 2.8%  | 2.8%  | 2.8%  |
| 通訊業                                         | 1.2%  | 1.1%  | 1.2%  | -     | -     | -     |
| 金融及保險                                     | 5.3%  | 5.5%  | 5.9%  | 5.9%  | 6.3%  | 6.1%  |
| 地產及商用服務業                               | 9.6%  | 10.3% | 10.8% | -     | -     | -     |
| 地產                                           | -     | -     | -     | 3.3%  | 3.5%  | 3.5%  |
| 住宿 (1) 及膳食服務                            | -     | -     | -     | 7.5%  | 7.3%  | 7.4%  |
| 專業、科學及技術服務                           | -     | -     | -     | 4.6%  | 4.8%  | 4.8%  |
| 行政及支援服務                                 | -     | -     | -     | 4.4%  | 4.9%  | 4.9%  |
| 公共行政                                       | 4.2%  | 3.5%  | 3.3%  | 3.3%  | 2.8%  | 2.9%  |
| 教育及保健服務業                               | 7.6%  | 7.5%  | 7.4%  | -     | -     | -     |
| 教育                                           | -     | -     | -     | 5.0%  | 5.4%  | 5.3%  |
| 人類保健及社會工作服務                         | -     | -     | -     | 4.4%  | 4.9%  | 4.9%  |
| 康樂、其他社區及社會服務業                     | 5.8%  | 6%    | 6.3%  | -     | -     | -     |
| 藝術、娛樂及康樂活動                           | -     | -     | -     | 1.3%  | 1.4%  | 1.5%  |
| 其他社會及個人服務                             | -     | -     | -     | 10.1% | 11.1% | 11.4% |
| 個人服務業                                     | 9%    | 9.5%  | 9.6%  | -     | -     | -     |
| 其他                                           | -     | -     | -     | 0.2%  | 0.1%  | 0.1%  |
| 所有行業類別                                   | 100%  | 100%  | 100%  | 100%  | 100%  | 100%  |

† 少於0.05%
由於香港特區政府官方統計分類時有改變，上述第二欄"2008"為使用新分類之結果。

## 資料來源
- 本文原始版本來自香港便覽·就業概況，香港特別行政區政府新聞處出版，2006年10月。所有資料可隨意摘錄。

### 內文引注
1. ↑  . 香港政府新聞公報. 2018-07-04  [2018-07-04]. （原始内容存档于2019-11-17）. （页面存档备份，存于）
2. 1 2  新論壇 新青年論壇.  (PDF). 2017年8月1日  [2018年5月10日]. （原始内容 (PDF)存档于2020年11月23日）. （页面存档备份，存于）
3. ↑  . 東網. 2016-08-15  [2018-05-10]. （原始内容存档于2019-11-12）. （页面存档备份，存于）
4. ↑   (新闻稿). 香港特別行政區政府. 2025-05-01  [2025-06-17].
5. ↑  . 政府統計處.   [2022-02-21]. （原始内容存档于2022-07-06）. （页面存档备份，存于）
6. ↑  . 明報. 2018-05-09  [2018-05-10]. （原始内容存档于2019-11-13）. （页面存档备份，存于）
7. ↑  . Now新聞. 2014-05-26  [2023-06-10]. （原始内容存档于2023-06-10）. （页面存档备份，存于）
8. ↑  . Now新聞. 2013-07-18  [2023-06-10]. （原始内容存档于2023-06-10）. （页面存档备份，存于）
9. ↑  .   [2010-02-01]. （原始内容存档于2021-09-02）. （页面存档备份，存于）
10. ↑  .   [2010-02-01]. （原始内容存档于2012-06-14）. （页面存档备份，存于）

## 相關
- 最低工資委員會

## 外部連結
- 香港特別行政區政府勞工處網站 （页面存档备份，存于）
- 勞工處互動就業服務 （页面存档备份，存于）
- 政府統計處 - 勞工統計資料